# New Bedford (Illinois)
New Bedford és una població dels Estats Units a l'estat d'Illinois. Segons el cens del 2000 tenia 95 habitants.

## Demografia
Segons el cens del 2000, New Bedford tenia 95 habitants, 39 habitatges, i 29 famílies. La densitat de població era de 215,8 habitants/km².
Dels 39 habitatges en un 25,6% hi vivien nens de menys de 18 anys, en un 74,4% hi vivien parelles casades, en un 2,6% dones solteres, i en un 23,1% no eren unitats familiars. En el 23,1% dels habitatges hi vivien persones soles el 17,9% de les quals corresponia a persones de 65 anys o més que vivien soles. El nombre mitjà de persones vivint en cada habitatge era de 2,44 i el nombre mitjà de persones que vivien en cada família era de 2,83.
Per edats la població es repartia de la següent manera: un 20% tenia menys de 18 anys, un 8,4% entre 18 i 24, un 24,2% entre 25 i 44, un 28,4% de 45 a 60 i un 18,9% 65 anys o més.
L'edat mediana era de 44 anys. Per cada 100 dones de 18 o més anys hi havia 111,1 homes.
La renda mediana per habitatge era de 38.750 $ i la renda mediana per família de 41.250 $. Els homes tenien una renda mediana de 30.833 $ mentre que les dones 20.417 $. La renda per capita de la població era de 14.830 $. Cap de les famílies i el 3,3% de la població estaven per davall del llindar de pobresa.

## Poblacions més properes
El següent diagrama mostra les poblacions més properes.